# Mr. Roboto
Singles de Styx
Rockin' the Paradise Don't Let It End
Pistes de Kilroy Was Here (en)
Cold War
Mr. Roboto est une chanson écrite par Dennis DeYoung et jouée par le groupe Styx en 1983, dans leur album concept Kilroy Was Here (en).
À l'époque, le titre se place en troisième place du top 100 et donne au groupe son premier succès notable depuis Too Much Time on My Hands (en) en 1981.

## Histoire du titre
Le refrain de la chanson est marqué par la phrase, "Domo arigato, Mr. Roboto", devenue mythique par la suite. Domo arigato est une des nombreuses façons de dire en japonais "Merci beaucoup". La phrase-phare du Roboto fut créée à l'aide d'un vocoder.
La chanson raconte une partie de l'histoire fictive de Robert Orin Charles Kilroy (ROCK) issue de l'opéra-rock Kilroy was here.
La chanson est interprétée par Kilroy (joué par le pianiste Dennis DeYoung), un chanteur de rock and roll placé dans une prison futuriste pour "délits de rock and roll" par le groupe anti-rock-and-roll, la "Majorité pour la Moralité Musicale" (MMM) et son créateur Dr. Everett Righteous (joué par le guitariste James Young).
Le Roboto est un modèle de robot qui s'occupe de toutes sortes de tâches plus ou moins humaines dans la prison. Kilroy s'échappe de la prison en neutralisant un Roboto et en se cachant dans son enveloppe vide de métal.
Stan Winston dessina le costume et le masque du Roboto, lesquels sont largement visibles sur la couverture de Kilroy Was Here.
Le titre fut choisi pour être le premier single issu de l'album, remplaçant à la dernière minute Don't Let It End sur une requête de A&M Records.
La chanson est utilisée en intro dans le premier épisode du drama japonais Densha otoko. Elle est également utilisée lors du dernier épisode de la saison 2 de la série Chuck, interprété par le duo "Jeffster" (Jeff interprété par l'acteur Scott Krinsky et Lester interprété par l'acteur Vik Sahay). La chanson apparaît aussi dans le 9e épisode de la saison 1 de la série How I Met Your Mother, à la fin du 5e épisode de la saison 2 de la série Earl et dans l'introduction de l'épisode 12 de la saison 4 de la série Mr Robot. La chanson est également reprise dans l'épisode 11 de la saison 5 de la série Glee, interprétée par les "Throat Explosion".

## Clip
Le clip de la chanson, dirigé par Brian Gibson, commence avec Jonathan Chance (joué par le guitariste Tommy Shaw) marchant dans le Rock Museum pour rencontrer Kilroy quand un robot s'approche. Ce dernier se transforme alors en 5 robots qui bougent et dansent jusqu'à ce que, peu après, les robots prennent finalement l'apparence des membres de Styx, incluant un Dennis DeYoung rasé (il rase en effet sa moustache et marque de fabrique à la fin du Paradise Theater Tour en 1982 et est resté rasé jusqu'à ce jour).
La vidéo alterne ensuite entre le groupe jouant le titre sur scène et des extraits du film Kilroy Was Here en toile de fond. Puis les membres de Styx redeviennent des robots et DeYoung s'y confronte avant de s'effondrer après avoir crié dans l'oreille de l'un d'eux. DeYoung se réveille alors pour voir qu'il est en train d'être soumis à des expériences et s'enfuit donc. Nous revenons ensuite à la fin de la première scène du clip lorsque Jonathan Chance escalade la scène et, avant que le robot ne se révèle être en fait Kilroy, un nouveau plan du robot sous les pleins feux clôt le clip.

## Classements hebdomadaires
| Classement (1983)                 | Meilleure place |
| --------------------------------- | --------------- |
| Afrique du Sud (Springbok Charts) | 7               |
| Australie (Kent Music Report)     | 40              |
| Allemagne (Media Control AG)      | 8               |
| Autriche (Ö3 Austria Top 40)      | 16              |
| Canada (RPM)                      | 1               |
| États-Unis (Hot 100)              | 3               |
| Japon (Oricon)                    | 29              |
| Japon (Oricon International)      | 1               |
| Royaume-Uni (UK Singles Chart)    | 90              |
| Suisse (Schweizer Hitparade)      | 4               |